# 22 września
22 września jest 265. (w latach przestępnych 266.) dniem w kalendarzu gregoriańskim. Do końca roku pozostaje 100 dni.

## Święta
- Imieniny obchodzą: Bazyla, Digna, Eksuperiusz, Emeryta, Emmeram, Emmeran, Feliks, Ignacy, Imbram, Innocenty, Joachim, Jonasz, Józefa, Kandyd, Maurycy, Prosimir, Tacjusz, Tomasz, Wiktor i Witalis.
- Astronomiczna jesień następuje w momencie równonocy jesiennej, która wypada najczęściej 22 albo 23 września.
- Polski Autokefaliczny Kościół Prawosławny – Białostockie Dni Muzyki Cerkiewnej w rocznicę przeniesienia relikwii św. Gabriela Zabłudowskiego (męczennika)
- Bułgaria, Mali – Święto Niepodległości
- Międzynarodowe:
  - Dzień bez Samochodu
  - Zakończenie kampanii ekologicznej Europejskiego Tygodnia Zrównoważonego Transportu (od 16 września)
  - Światowy Dzień Nosorożca[1] (ang. World Rhino Day)[2]
- Wspomnienia i święta w Kościele katolickim[3][4] obchodzą:
  - bł. Bernardyna Maria Jabłońska (albertynka)
  - św. Emmeram z Ratyzbony (męczennik)
  - św. Ignacy z Santa Agata[5] (zm. 1716; prezbiter i kapucyn)
  - Męczennicy z Agaunum, święci: Kandyd, Maurycy, Wiktor, Innocenty i Witalis
  - św. Tomasz z Villanuevy (arcybiskup Walencji)

## Wydarzenia w Polsce
- 967 – Zwycięska bitwa Mieszka I z Wichmanem i Wolinianami.
- 1364 – W trakcie spotkania europejskich monarchów i książąt, zwołanego z inicjatywy króla Kazimierza III Wielkiego, odbyła się uczta u Wierzynka.
- 1411 – Krzyżacy przekazali Rypin w ręce polskie.
- 1626 – VI wojna polsko-szwedzka: rozpoczęła się bitwa pod Gniewem.
- 1651 – Wmurowano kamień węgielny pod budowę kościoła św. Jacka w Warszawie.
- 1889 – W Poznaniu odsłonięto pomnik Wilhelma I Hohenzollerna.
- 1922 – Założono Obywatelski Komitet Obrony Przeciwgazowej (OKOP).
- 1926 – Specjalista ds. bankowości i były wiceminister skarbu Edmund Statkiewicz, jego żona i dwóch synów zginęli w niewyjaśnionych okolicznościach w swym domu przy ul. Chłodnej w Warszawie.
- 1929 – Radio Kraków przeprowadziło pierwszą w kraju transmisję radiową z meczu piłkarskiego (Wisła-Cracovia).
- 1936 – Dekretem prezydenckim zostały utworzone Junackie Hufce Pracy.
- 1939 – Kampania wrześniowa:
  - Bój pod Kodziowcami
  - Bitwa pod Łomiankami.
  - Kapitulacja Lwowa przed Armią Czerwoną.
  - Pierwsza z serii zbiorowych egzekucji w Lesie Szpęgawskim koło Starogardu Gdańskiego na 88 pacjentach szpitala psychiatrycznego w Kocborowie.
  - W Brześciu odbyła się wspólna parada zwycięstwa Wehrmachtu i Armii Czerwonej.
  - Zajęcie Grodna przez Armię Czerwoną.
  - Zbrodnia w Boryszewie koło Sochaczewa na 50 polskich jeńcach.
  - Zbrodnia w Uryczu (województwo lwowskie) na 73–100 polskich jeńcach, spalonych żywcem w stodole przez żołnierzy Wehrmachtu przy pomocy ukraińskich nacjonalistów.
- 1940:
  - Rozpoczęła się operacja wysiedlenia Polaków z powiatu żywieckiego na tereny Generalnego Gubernatorstwa i sprowadzenia w ich miejsce osadników niemieckich.
  - W nocy z 21 na 22 września do obozu Auschwitz przywieziono więźniów z tzw. drugiego transportu warszawskiego, wśród których byli rtm. Witold Pilecki i Władysław Bartoszewski.
- 1942:
  - Niemcy rozstrzelali około 200 Żydów we wsi Serokomla na Lubelszczyźnie.
  - Rozpoczęła się likwidacja getta w Częstochowie.
- 1944:
  - 53. dzień powstania warszawskiego: lotnictwo i artyleria sowiecka ostrzelały punkty obsadzone przez Niemców: Dworzec Gdański, Cytadelę, lotniska na Bielanach.
  - PKWN zawarł z Litewską SRR tzw. układ republikański.
- 1946 – Krajowa Rada Narodowa uchwaliła ordynację wyborczą do Sejmu Ustawodawczego.
- 1947 – W Szklarskiej Porębie rozpoczęła się konferencja 9 partii komunistycznych. Utworzono Biuro Informacyjne Partii Komunistycznych i Robotniczych (Kominform).
- 1949 – Jerzy Dobrzycki i Andrzej Kwiek z Obserwatorium Astronomicznego Uniwersytetu im. Adama Mickiewicza w Poznaniu odkryli planetoidę (1572) Posnania.
- 1953 – Zakończył się pokazowy proces biskupa kieleckiego Czesława Kaczmarka i jego czterech współpracowników.
- 1955 – Podczas ucieczki z komisariatu przy ul. Wilczej w Warszawie bandyta Jerzy Paramonow zastrzelił funkcjonariusza MO st. sierż. Zbigniewa Łęckiego, a innego zranił.
- 1964 – Na Wiśle w Warszawie uruchomiono ujęcie wody „Gruba Kaśka”.
- 1975 – Premiera filmu Noce i dnie w reżyserii Jerzego Antczaka.
- 1977 – Polska podpisała umowę o przystąpieniu do Połączonego Systemu Przetwarzania Danych o Przeciwniku (SOUD).
- 1980 – Założono Niezależne Zrzeszenie Studentów.
- 1986 – Premiera komedii filmowej C.K. Dezerterzy w reżyserii Janusza Majewskiego.
- 1992 – Relikwie św. Męczennika Młodzieńca Gabriela Zabłudowskiego przeniesiono do prawosławnej katedry św. Mikołaja w Białymstoku.
- 1997:
  - Na antenie TVP1 rozpoczęto regularną emisję telenoweli Klan.
  - Prokuratura wojskowa umorzyła śledztwo w sprawie płka Ryszarda Kuklińskiego.
- 2000:
  - Po zakończeniu budowy Mostu Świętokrzyskiego został zamknięty tymczasowy Most Syreny w Warszawie.
  - Zakończono produkcję Fiata 126p.
- 2014 – Prezydent RP Bronisław Komorowski powołał rząd Ewy Kopacz.

## Wydarzenia na świecie

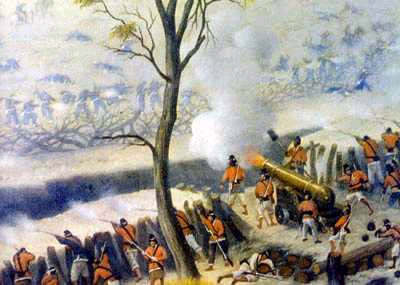
Bitwa pod Curupayty (1866) na obrazie Candido Lopeza

- 66 – Cesarz rzymski Neron sformował Legion I Italica.
- 530 – Bonifacy II został wybrany na papieża.
- 1236 – Krucjaty północne: klęska kawalerów mieczowych w bitwie pod Szawlami na Litwie.
- 1332 – Bazyli Wielki Komnen został cesarzem Trapezuntu.
- 1499 – Podpisano traktat pokojowy kończący wojnę austriacko-szwajcarską.
- 1503 – Pius III został wybrany na papieża.
- 1575 – Rudolf II Habsburg został koronowany na króla Czech.
- 1586 – Wojna osiemdziesięcioletnia: zwycięstwo wojsk hiszpańskich nad holendersko-angielskimi w bitwie pod Zutphen.
- 1598 – Angielski pisarz Ben Jonson zastrzelił w pojedynku aktora Gabriela Spensera.
- 1692 – Stracono ostatnie spośród 20 osób skazanych na śmierć w czasie polowania na czarownice w Salem w Nowej Anglii.
- 1708 – III wojna północna: zwycięstwo wojsk szwedzkich nad rosyjskimi w bitwie pod Smoleńskiem.
- 1711:
  - Indianie Tuscarora dokonali masakry osadników w Karolinie Północnej, co doprowadziło do wybuchu tzw. wojny Tuscarorów.
  - Wojna o sukcesję hiszpańską: zwycięstwo Francuzów nad Portugalczykami w bitwie o Rio de Janeiro (12-22 września).
- 1735 – Robert Walpole, jako pierwszy brytyjski premier, zamieszkał w rezydencji przy Downing Street 10.
- 1761 – Odbyła się koronacja króla Wielkiej Brytanii Jerzego III i jego żony Zofii Charlotty Mecklenburg-Strelitz.
- 1789 – VI wojna rosyjsko-turecka: zwycięstwo wojsk rosyjsko-austriackich w bitwie nad Rymnikiem.
- 1792 – Została zniesiona monarchia i ustanowiona I Republika Francuska. Jest to data początkowa francuskiego kalendarza rewolucyjnego.
- 1793:
  - I koalicja antyfrancuska: zwycięstwo wojsk hiszpańskich nad francuskimi w bitwie pod Truillas.
  - Powstanie w Wandei: zwycięstwo powstańców nad rewolucyjną armią francuską w bitwie pod Saint-Fulgent.
- 1804 – Jean-Jacques Dessalines ogłosił się pierwszym cesarzem Haiti (jako Jakub I).
- 1822 – José de la Mar został prezydentem Peru.
- 1827 – Według Josepha Smitha otrzymał on od proroka Moroniego złote płytki z inskrypcjami w języku reformowanym egipskim, które Smith przetłumaczył na angielski i w 1830 roku opublikował jako Księgę Mormona.
- 1841 – José Ballivián został prezydentem Boliwii.
- 1851 – Założono Fort Des Moines w stanie Iowa (obecnie miasto Des Moines).
- 1859 – Niemiecki astronom Robert Luther odkrył planetoidę (57) Mnemosyne.
- 1862:
  - Amerykański astronom Christian Heinrich Friedrich Peters odkrył planetoidę (75) Eurydike.
  - Prezydent USA Abraham Lincoln wydał Proklamację Emancypacji, znoszącą niewolnictwo na obszarach Skonfederowanych Stanów Ameryki.
- 1863 – Wojna secesyjna: zwycięstwo wojsk Unii w bitwie pod Blountville.
- 1866 – Wojna paragwajska: wojska paragwajskie pod dowództwem dyktatora Francisco Lópeza rozgromiły siły trójprzymierza argentyńsko-brazylijsko-urugwajskiego w bitwie pod Curupayty.
- 1867 – W Bogocie założono Narodowy Uniwersytet Kolumbii.
- 1878:
  - Christian Peters odkrył planetoidę (190) Ismene.
  - W Moskwie została założona Rosyjska Akademia Sztuki Teatralnej.
- 1888 – Paul Eyschen został premierem Luksemburga.
- 1891:
  - Papież Leon XIII ogłosił encyklikę Octobri Mense.
  - Zwodowano brytyjski transatlantyk „Campania”.
- 1892 – Francuski astronom Auguste Charlois odkrył planetoidę (337) Devosa.
- 1893 – Koło Witebska na Białorusi spadł meteoryt.
- 1896 – Królowa Wiktoria wyprzedziła swojego dziadka Jerzego III i stała się najdłużej panującym brytyjskim monarchą.
- 1905 – Niemiecki astronom Paul Götz odkrył planetoidę (576) Emanuela.
- 1906 – Rozruchy na tle rasowym w Atlancie w stanie Georgia, w wyniku których zginęło co najmniej 27 osób.
- 1908 – Bułgaria proklamowała niepodległość (od Imperium Osmańskiego).
- 1910 – Pilot Grzegorz Piotrowski na samolocie Bleriot IX, wraz z pasażerem-korespondentem prasowym, wykonał 27-kilometrowy przelot nad morzem z Petersburga do twierdzy Kronsztad na wyspie Kotlin, gdzie wylądował na placu przed koszarami.
- 1914 – I wojna światowa:
  - Na Morzu Północnym trzy brytyjskie krążowniki zostały zatopione przez niemiecki okręt podwodny U-9.
  - Niemiecki krążownik SMS „Emden” ostrzelał brytyjskie instalacje w indyjskim porcie Madras.
- 1915 – I wojna światowa:
  - Francuzi rozpoczęli ofensywę w Szampanii.
  - W Lille Niemcy rozstrzelali 5 francuskich konspiratorów.
- 1919 – Premiera szwedzkiego filmu historycznego Skarb rodu Arne w reżyserii Mauritza Stillera.
- 1927 – Rozpoczął działalność Teatr Polski w Rydze.
- 1933 – Została utworzona Izba Kultury Rzeszy.
- 1934 – Wybuch gazu w kopalni w pobliżu Wrexham w Walii zabił 266 górników.
- 1937:
  - Generał lejtnant byłej armii rosyjskiej, dyplomata, jeden z przywódców „Białych” w czasie wojny domowej w Rosji i przywódca wojskowej antykomunistycznej emigracji Jewgienij Miller został porwany w Paryżu przez agentów NKWD i następnie przewieziony statkiem do ZSRR.
  - Na Ukrainie utworzono obwód żytomierski, połtawski i mikołajowski.
- 1938 – Gen. Jan Syrový został premierem Czechosłowacji.
- 1940 – Wojna na Pacyfiku: wojska japońskie wkroczyły do Indochin Francuskich.
- 1941 – Front wschodni: zakończyła się nieudana niemiecko-fińska operacja „Silberfuchs”, której celem było zdobycie portu Murmańsk.
- 1943:
  - 6 brytyjskich miniaturowych okrętów podwodnych typu X przeprowadziło atak na niemieckie pancerniki stacjonujące w norweskim fiordzie, w wyniku którego poważne uszkodzenia, skutkujące faktycznym wycofaniem z linii, odniósł „Tirpitz”, największy wówczas okręt Kriegsmarine. Strona brytyjska straciła wszystkie użyte w akcji okręty podwodne oraz 9 zabitych i 6 wziętych do niewoli członków ich załóg.
  - Komisarz generalny okupowanej Białorusi Wilhelm Kube zginął w wyniku wybuchu bomby podłożonej pod łóżkiem w jego mieszkaniu w Mińsku przez białoruską sprzątaczkę Alenę Mazanik.
- 1944:
  - Front wschodni: Armia Czerwona zajęła Tallinn.
  - Front zachodni: rozpoczął się atak kanadyjskiej 3 Dywizji Piechoty na niemiecki garnizon i fortyfikacje francuskiego portu Calais w celu zneutralizowania niemieckiej baterii ciężkiej artylerii przybrzeżnej dalekiego zasięgu na przylądku Cap Gris-Nez, która zagrażała alianckim okrętom zbliżającym się do portu w Boulogne, zdobytego tego samego dnia.
- 1948 – I wojna arabsko-izraelska: Liga Arabska powołała jednostronnie w Gazie rząd palestyński z muftim Jerozolimy na czele i proklamowała niepodległość arabskiej części Palestyny.
- 1950 – Wojna koreańska: rozpoczęła się druga bitwa o Seul.
- 1953 – Na University of Illinois at Urbana-Champaign uruchomiono komputer ILLIAC I.
- 1955 – Założono Uniwersytet w indonezyjskim Manado.
- 1957 – François Duvalier wygrał wybory prezydenckie na Haiti.
- 1959:
  - Uruchomiono połączenie telefoniczne między Europą a USA.
  - Zwodowano amerykański okręt podwodny z napędem jądrowym USS „Patrick Henry”.
- 1960 – Mali proklamowało niepodległość (od Francji).
- 1961 – Oblatano prototyp śmigłowca Mi-2.
- 1962 – Oddano do użytku odcinek autostrady A1 łączący Rzym z Neapolem.
- 1964 – Na Broadwayu w Nowym Jorku odbyła się premiera musicalu Skrzypek na dachu z muzyką Jerry’ego Bocka i tekstem Sheldona Harncka.
- 1966 – Wszystkie 24 osoby na pokładzie zginęły w katastrofie należącego do linii Ansett Australia samolotu Vickers Viscount, lecącego z Mount Isa do Longreach w australijskim stanie Queensland.
- 1968 – Całkowite zaćmienie Słońca widoczne nad Syberią, Kazachstanem i północno-zachodnimi Chinami.
- 1970 – Tun Abdul Razak został premierem Malezji.
- 1971 – Uruchomiono telefoniczną „gorącą linię” między Seulem a Pjongjangiem.
- 1975 – W San Francisco doszło do nieudanego zamachu na prezydenta USA Geralda Forda.
- 1979 – Amerykański satelita szpiegowski zaobserwował nad Oceanem Indyjskim rozbłysk pochodzący prawdopodobnie z tajnego próbnego wybuchu jądrowego, przeprowadzonego przez Izrael lub RPA.
- 1980 – Wybuchła wojna iracko-irańska.
- 1985 – Premier Francji Laurent Fabius przyznał, że to francuskie służby specjalne zleciły zatopienie 10 lipca tego roku w Auckland w Nowej Zelandii należącego do Greenpeace statku „Rainbow Warrior”.
- 1986 – Premiera 1. odcinka serialu komediowego ALF.
- 1987 – Premiera 1. odcinka serialu komediowego Pełna chata.
- 1988 – Ustępujący prezydent Libanu Amin al-Dżumajjil zdymisjonował cywilny gabinet premiera Salima al-Hussa i powołał w jego miejsce tymczasowy rząd wojskowy z generałem Michelem Aouenem na czele. Al-Hoss, wspierany przez Syrię, uznał swoje odwołanie za nieważne i w ten sposób powstały dwa równolegle rządzące gabinety.
- 1989:
  - Premiera 1. odcinka serialu przygodowego Słoneczny patrol.
  - Założono Międzynarodowy Komitet Paralimpijski.
- 1992 – W wyniku wywołanego gwałtownymi opadami wylania rzeki Ouvèze w mieście Vaison-la-Romaine we francuskim regionie Prowansja-Alpy-Lazurowe Wybrzeże zginęło 47 osób, a 4 uznano za zaginione.
- 1993:
  - 47 osób zginęło, a 103 zostały ranne w katastrofie kolejowej w Mobile w stanie Alabama.
  - Abchascy rebelianci zestrzelili podchodzący do lądowania w Suchumi gruziński samolot Tu-154B, w wyniku czego zginęło 106 osób.
- 1994:
  - 350 osób zginęło w katastrofie kolejowej w Angoli.
  - Premiera 1. odcinka serialu komediowego Przyjaciele.
- 1995 – Premiera thrillera Siedem w reżyserii Davida Finchera.
- 1997 – Zbankrutowała największa rosyjska piramida finansowa zorganizowana przez przedsiębiorstwo MMM.
- 1999 – W Riazaniu miał miejsce piąty (udaremniony) z serii zamachów bombowych na budynki mieszkalne w Rosji.
- 2000 – Podczas XXVII Letnich Igrzysk Olimpijskich w Sydney Robert Korzeniowski zdobył złoty medal w chodzie sportowym na dystansie 20 km.
- 2001 – Zjednoczone Emiraty Arabskie, wobec odmowy wydania Osamy bin Ladena przez talibów, zerwały stosunki dyplomatyczne z Afganistanem.
- 2002 – Rządząca koalicja SPD-Partia Zielonych wygrała wybory do niemieckiego Bundestagu.
- 2006:
  - Obrączkowe zaćmienie Słońca widoczne w Ameryce Południowej, zachodniej Afryce i Antarktyce.
  - W niemieckim Lathen 23 osoby zginęły, a 10 zostało rannych w wyniku zderzenia pociągu magnetycznego Transrapid z samochodem ekipy sprzątającej tory.
  - Wystrzelono japońskiego satelitę Hinode przeznaczonego do obserwacji Słońca.
- 2007 – Władze chilijskie wydały Peru byłego prezydenta tego kraju Alberto Fujimoriego, ściganego za korupcję i łamanie praw człowieka.
- 2008 – Edward Natapei został premierem Vanuatu.
- 2010 – 12 osób zginęło, a ponad 70 zostało rannych w zamachu bombowym w irańskim mieście Mahabad, dokonanym przez kurdyjskich rebeliantów podczas parady wojskowej w 30. rocznicę wybuchu wojny iracko-irańskiej.
- 2013:
  - Bo Xilai, były członek biura politycznego Komunistycznej Partii Chin i I sekretarz w Chongqingu, został uznany winnym wszystkich stawianych mu zarzutów i skazany na dożywotnie więzienie.
  - Koalicja CDU/CSU pod przewodnictwem kanclerz Angeli Merkel wygrała wybory do niemieckiego Bundestagu.
  - W samobójczym zamachu bombowym na kościół katolicki w pakistańskim Peszawarze zginęło 85 osób, a 145 zostało rannych.
- 2014:
  - Baldwin Lonsdale został prezydentem Vanuatu.
  - Rebelianci z ruchu Huti zajął stolicę Jemenu Sanę.
- 2015 – Amerykański Sąd federalny orzekł, że prawa autorskie Warner/Chappell Music do tekstu najbardziej popularnej anglojęzycznej piosenki Happy Birthday to You są nieważne.
- 2018:
  - 29 osób zginęło, a ponad 60 zostało rannych w zamachu w mieście Ahwaz w południowo-zachodnim Iranie, przeprowadzonym podczas parady wojskowej w 38. rocznicę wybuchu wojny iracko-irańskiej.
  - Rozpoczęła się czterodniowa podróż apostolska papieża Franciszka na Litwę, Łotwę i do Estonii.

## Urodzili się
- 1373 – Thomas le Despenser, angielski możnowładca (zm. 1400)
- 1515 – Anna z Kleve, królowa Anglii, czwarta żona Henryka VIII Tudora (zm. 1557)
- 1547 – Philipp Nicodemus Frischlin, niemiecki filolog, dramaturg, poeta (zm. 1590)
- 1552 – Wasyl IV Szujski, car Rosji (zm. 1612)
- 1593 – Matthäus Merian, szwajcarski rytownik (zm. 1650)
- 1601 – Anna Austriaczka, królowa Francji (zm. 1666)
- 1606 – Li Zicheng, chiński chłop, samozwańczy cesarz Chin (zm. 1645)
- 1622 – Jacques Savary, francuski finansista, ekonomista (zm. 1690)
- 1626 – Johann Ernst Schmieden, niemiecki bibliotekarz, burmistrz Gdańska (zm. 1707)
- 1641:
  - (data chrztu) Jan van Kessel, holenderski malarz (zm. 1680)
  - Titus van Rijn, holenderski model, syn Rembrandta (zm. 1668)
- 1655 – Paolo Pagani, włoski malarz (zm. 1716)
- 1680 – Barthold Heinrich Brockes, niemiecki poeta (zm. 1747)
- 1684 – Charles Louis Auguste Fouquet, francuski arystokrata, dowódca wojskowy, marszałek Francji, dyplomata, polityk (zm. 1761)
- 1694 – Philip Dormer Stanhope, brytyjski arystokrata, polityk, pisarz (zm. 1773)
- 1701 – Anna Magdalena Bach, druga żona Johanna Sebastiana Bacha (zm. 1760)
- 1708 – Leopold Ernst von Firmian, niemiecki duchowny katolicki, biskup Seckau, biskup koadiutor Trydentu, biskup Pasawy, kardynał (zm. 1783)
- 1722 – Francisco Antonio de Lorenzana, hiszpański duchowny katolicki, biskup Plasencii, arcybiskup Meksyku i Toledo, prymas i wielki inkwizytor Hiszpanii, kardynał, historyk (zm. 1804)
- 1725 – Joseph Duplessis, francuski malarz portrecista (zm. 1802)
- 1741 – Peter Simon Pallas, niemiecki zoolog, botanik (zm. 1811)
- 1756 – Victor de Broglie, francuski generał (zm. 1794)
- 1765 – Paolo Ruffini, włoski lekarz, matematyk (zm. 1822)
- 1770 – Moritz Haubold von Schönberg, pruski polityk (zm. 1860)
- 1772 – Luca Stulli, włoski lekarz (zm. 1828)
- 1780 – Joseph Agricol Viala, francuski rewolucjonista (zm. 1793)
- 1787 – Tommaso Pasquale Gizzi, włoski kardynał (zm. 1849)
- 1791 – Michael Faraday, brytyjski fizyk, chemik, wykładowca akademicki (zm. 1867)
- 1801:
  - Andrew Bloxam, brytyjski pastor, przyrodnik, podróżnik (zm. 1878)
  - Karl Samuel Schneider, niemiecki duchowny ewangelicki, polityk (zm. 1882)
- 1808 – George Stillman Hillard, amerykański prawnik, pisarz, dziennikarz (zm. 1879)
- 1813 – Moritz Gottgetreu, niemiecki architekt (zm. 1885)
- 1815 – Giuseppe d’Annibale, włoski kardynał (zm. 1892)
- 1816 – Charles Leickert, belgijski malarz (zm. 1907)
- 1819 – Thomas Sutton, brytyjski fotograf, wynalazca (zm. 1875)
- 1823 – Maurycy Karasowski, polski wiolonczelista, krytyk muzyczny (zm. 1892)
- 1829:
  - William W. Belknap, amerykański generał, polityk (zm. 1890)
  - Tự Đức, cesarz Wietnamu (zm. 1883)
- 1830 – William Basil Neftel, rosyjsko-amerykański neurolog (zm. 1906)
- 1835 – Ołeksandr Potebnia, ukraiński językoznawca, etnograf, filozof, tłumacz (zm. 1891)
- 1841 – Andrejs Pumpurs, łotewski poeta (zm. 1902)
- 1843:
  - Maksymilian Nitsch, polski architekt, przedsiębiorca budowlany (zm. 1890)
  - Pietro Respighi, włoski kardynał (zm. 1913)
- 1845 – Wilhelmina Koch, niemiecka kompozytorka pieśni sakralnych i świeckich, motetów biblijnych oraz muzyki chóralnej i instrumentalnej (zm. 1924)
- 1846 – Feliks Bartczuk, polski podporucznik, uczestnik powstania styczniowego (zm. 1946)
- 1847 – Enrique Almaraz y Santos, hiszpański duchowny katolicki, arcybiskup Toledo i prymas Hiszpanii, kardynał (zm. 1922)
- 1850 – Władysław Czachórski, polski malarz akademicki (zm. 1911)
- 1855 – Stanisław Maurycy Konstanty Lesser, polski muzyk pochodzenia żydowskiego (zm. 1929)
- 1856:
  - Teodor Nerander, szwedzki psychiatra (zm. 1933)
  - Tadeusz Rojowski, polski ziemianin, działacz społeczny (zm. 1938)
- 1859 – Václav Vondrák, czeski językoznawca, slawista, wykładowca akademicki (zm. 1925)
- 1863 – Alexandre Yersin, francuski bakteriolog pochodzenia szwajcarskiego (zm. 1943)
- 1864 – Lodewijk van Deyssel, holenderski pisarz, krytyk literacki (zm. 1952)
- 1865:
  - Alfred Halban, polski historyk prawa, polityk, poseł na Sejm Ustawodawczy (zm. 1926)
  - Władysław Jabłonowski, polski publicysta, nowelista, krytyk literacki, polityk, senator RP (zm. 1956)
  - Michał Pollak, polski drukarz, księgarz, wydawca, dziennikarz (zm. 1931)
- 1866 – Joseph Collins, amerykański neurolog (zm. 1950)
- 1868:
  - Eustace Miles, brytyjski zawodnik jeu de paume (zm. 1948)
  - Ezechiel Zivier, niemiecki historyk pochodzenia żydowskiego (zm. 1925)
- 1869 – Maurice Sarraut, francuski dziennikarz, polityk (zm. 1943)
- 1870:
  - Charlotte Cooper Sterry, brytyjska tenisistka (zm. 1966)
  - Doc Powers, amerykański baseballista (zm. 1909)
- 1872:
  - Eleanor Hallowell Abbott, amerykańska pisarka, poetka (zm. 1958)
  - Siergiej Buturlin, rosyjski ornitolog (zm. 1938)
- 1873:
  - Conrad Pochhammer, niemiecki chirurg, wykładowca akademicki (zm. 1932)
  - Stefan Witkowski, polski generał brygady, działacz sportowy (zm. 1954)
- 1874 – Fejzi Alizoti, albański polityk (zm. 1945)
- 1875:
  - Adelajda, księżniczka Schaumburg-Lippe, ostatnia księżna Saksonii-Altenburg (zm. 1971)
  - Mikalojus Konstantinas Čiurlionis, litewski kompozytor, malarz (zm. 1911)
  - Carl Grimberg, szwedzki historyk (zm. 1941)
- 1876:
  - Franciszek Ibáñez Ibáñez, hiszpański duchowny katolicki, męczennik, błogosławiony (zm. 1936)
  - Kazimierz Kaznowski, polski przyrodnik, działacz turystyczny (zm. 1943)
  - André Tardieu, francuski polityk, premier Francji (zm. 1945)
- 1877:
  - Fryderyk Pautsch, polski malarz (zm. 1950)
  - Ernest Shelford, amerykański biolog, ekolog (zm. 1968)
- 1878 – Shigeru Yoshida, japoński polityk, premier Japonii (zm. 1967)
- 1879:
  - Edmund Krause, polski podporucznik, uczestnik powstania wielkopolskiego (zm. 1919)
  - Edward Wittig, polski rzeźbiarz (zm. 1941)
- 1880:
  - Maria (Borowska), polska mniszka prawosławna (zm. 1958)
  - Tadeusz Jaroszyński, polski neurolog, psychiatra, psycholog (zm. 1933)
  - Christabel Pankhurst, brytyjska sufrażystka (zm. 1958)
- 1882 – Wilhelm Keitel, niemiecki feldmarszałek, szef Oberkommando der Wehrmacht (zm. 1946)
- 1883:
  - Bolesław Chrząszcz, polski związkowiec, działacz komunistyczny, funkcjonariusz Czeki (zm. 1943)
  - Ole Sørensen, norweski żeglarz sportowy (zm. 1958)
- 1884:
  - József Rády, węgierski szablista (zm. 1957)
  - Sebastian (Rusan), rumuński biskup prawosławny (zm. 1956)
  - Bolesław Sikorski, polski prawnik, ekonomista, polityk, minister kolei żelaznych (zm. po 1938)
- 1885:
  - Gunnar Asplund, szwedzki architekt (zm. 1940)
  - Ben Chifley, australijski polityk, premier Australii (zm. 1951)
  - Erich von Stroheim, amerykański reżyser filmowy, aktor (zm. 1957)
- 1888:
  - Michał Gierlotka, polski górnik, działacz narodowy (zm. 1921)[6]
  - Zuzanna Rabska, polska pisarka, tłumaczka (zm. 1960)
- 1890:
  - Herman Bohne, norweski gimnastyk (zm. 1949)
  - Harry Joe Brown, amerykański reżyser i producent filmowy (zm. 1972)
  - Franciszek Remón Játiva, hiszpański franciszkanin, męczennik, błogosławiony (zm. 1936)
- 1891:
  - Tadeusz Adamski, polski prawnik, ułan, żołnierz Legionów Polskich (zm. 1915)
  - Hans Albers, niemiecki piosenkarz, aktor (zm. 1960)
  - Charlie Buchan, angielski piłkarz, dziennikarz sportowy (zm. 1960)
- 1892:
  - Piotr Baranow, radziecki dowódca wojskowy, polityk (zm. 1933)
  - Walentin Jakowlew, rosyjski działacz bolszewicki (zm. 1918)
  - Cypriano Nunes, brazylijski piłkarz (zm. 1980)
  - Billy West, amerykański aktor, reżyser, scenarzysta i producent filmowy pochodzenia żydowskiego (zm. 1975)
- 1893:
  - Dorothy Dalton, amerykańska aktorka (zm. 1972)
  - Gustav Kieseritzky, niemiecki wiceadmirał (zm. 1943)
  - Walter Kypke, niemiecki pilot wojskowy, as myśliwski (zm. 1924)
  - Hans Leip, niemiecki pisarz (zm. 1983)
  - Aleksiej Łosiew, rosyjski filozof, filolog klasyczny, muzykolog (zm. 1988)
- 1894:
  - Franciszek Bartoszek, polski polityk, poseł na Sejm PRL (zm. 1964)
  - Louis Bennett Jr., amerykański pilot wojskowy, as myśliwski (zm. 1918)
  - Hieronim Feicht, polski duchowny katolicki, muzykolog, pedagog muzyczny, kompozytor (zm. 1967)
- 1895:
  - Elmer Austin Benson, amerykański polityk, senator (zm. 1985)
  - Paul Muni, amerykański aktor (zm. 1967)
- 1896:
  - Henry Segrave, brytyjski kierowca wyścigowy (zm. 1930)
  - Elisabeth Selbert, niemiecka prawnik, polityk (zm. 1986)
  - Zdeněk Štěpánek, czeski aktor, reżyser filmowy, dramaturg (zm. 1968)
  - Dunky Wright, brytyjski lekkoatleta, długodystansowiec (zm. 1976)
- 1897 – Franciszek Lewcio, polski podpułkownik administracji (zm. 1940)
- 1898:
  - Juan Román Orts, hiszpański humanista, uczony, pisarz (zm. 1958)
  - Friedrich Wilhelm Otte, niemiecki generał-major (zm. 1944)
  - Robert Gordon Wasson, amerykański bankier, naukowiec amator (zm. 1986)
- 1899:
  - Stanisław Dowtort, litewski śpiewak (tenor), artysta baletowy i reżyser teatralny narodowości polskiej (zm. 1989)
  - Veit Harlan, niemiecki reżyser filmowy, aktor (zm. 1964)
  - Arkadij Jermakow, radziecki generał porucznik (zm. 1957)
  - Hanley Stafford, amerykański aktor (zm. 1968)
  - Siergiej Trofimienko, radziecki generał pułkownik (zm. 1953)
- 1900:
  - Michelangelo Abbado, włoski skrzypek, dyrygent, pedagog (zm. 1979)
  - Jerzy Dobrzycki, polski historyk sztuki (zm. 1972)
  - Paul Hough Emmett, amerykański inżynier chemik, wykładowca akademicki (zm. 1985)
  - George McKenzie, brytyjski bokser (zm. 1941)
  - Stanisław Rothert, polski lekkoatleta, sprinter, dziennikarz sportowy (zm. 1962)
  - Karol Starmach, polski hydrobiolog, wykładowca akademicki (zm. 1988)
- 1901:
  - Nadieżda Alliłujewa, Rosjanka, druga żona Józefa Stalina (zm. 1932)
  - Charles Huggins, amerykański chirurg, fizjolog, laureat Nagrody Nobla pochodzenia kanadyjskiego (zm. 1997)
- 1902:
  - Alfons Flisykowski, polski żołnierz zawodowy, pocztowiec, dowódca obrony gmachu Poczty Polskiej w Gdańsku (zm. 1939)
  - John Houseman, amerykański aktor, scenarzysta i producent filmowy pochodzenia rumuńsko-żydowskiego (zm. 1988)
  - José Humberto Quintero Parra, wenezuelski duchowny katolicki, arcybiskup metropolita Caracas, kardynał (zm. 1984)
  - Eustachy Tarnawski, polski matematyk, wykładowca akademicki (zm. 1992)
- 1903:
  - Morley Callaghan, kanadyjski dziennikarz, pisarz (zm. 1990)
  - Rudolf Matz, polski konstruktor lotniczy, szybownik (zm. 1953)
- 1904 – Stanisław Czajkowski, polski filozof, wykładowca akademicki (zm. 1961)
- 1905:
  - Maria Vierdag, holenderska pływaczka (zm. 2005)
  - Kurt Walter, niemiecki astronom, astrofizyk (zm. 1992)
- 1906:
  - Ilse Koch, niemiecka nadzorczyni SS w obozach koncentracyjnych, zbrodniarka wojenna (zm. 1967)
  - Hadwig Pfeifer, austriacka i niemiecka narciarka alpejska (zm. 2002)
  - Ödön Zombori, węgierski zapaśnik (zm. 1989)
  - Iosif Żygariew, radziecki generał porucznik artylerii (zm. 1983)
- 1907 – Zbigniew Przybyszewski, polski komandor porucznik (zm. 1952)
- 1908:
  - Herbert Bednorz, polski duchowny katolicki, biskup katowicki (zm. 1989)
  - Michalina Tatarkówna-Majkowska, polska działaczka komunistyczna, polityk, poseł na Sejm PRL (zm. 1986)
  - Dionizja Wawrzykowska-Wierciochowa, polska pisarka (zm. 1997)
- 1909 – David Riesman, amerykański socjolog (zm. 2002)
- 1910:
  - Franciszek Dachtera, polski duchowny katolicki, męczennik, błogosławiony (zm. 1944)
  - György Faludy, węgierski pisarz (zm. 2006)
- 1912 – Martha Scott, amerykańska aktorka (zm. 2003)
- 1913:
  - Marie-Claire Scamaroni, francuska adwokat, uczestniczka ruchu oporu, działaczka samorządowa, polityk, eurodeputowana (zm. 2006)
  - Wiaczesław Sirotin, radziecki major pilot, as myśliwski (zm. 1948)
  - Giovanni Valetti, włoski kolarz szosowy (zm. 1998)
- 1914 – Andrzej Skubisz, polski śpiewak, aktor (zm. 1978)
- 1915:
  - Carlo Emanuele Buscaglia, włoski pilot wojskowy (zm. 1944)
  - Arthur Lowe, brytyjski aktor (zm. 1982)
  - Franciszek Maklakiewicz, polski kompozytor (zm. 1939)
  - Bernardino Piñera Carvallo, chilijski duchowny katolicki, arcybiskup metropolita La Sereny (zm. 2020)
- 1916:
  - Leon Śliwiński, polski malarz, konserwator dzieł sztuki (zm. 2001)
  - Bronisław Wielgorz, polski kleryk katolicki, Sługa Boży (zm. 1942)
- 1917:
  - Anna Campori, włoska aktorka (zm. 2018)
  - Hanna Pieńkowska, polska konserwatorka zabytków (zm. 1976)
- 1918:
  - Charles Duncan Michener, amerykański entomolog (zm. 2015)
  - Hans Scholl, niemiecki działacz antynazistowski (zm. 1943)
  - Henryk Szeryng, meksykański skrzypek pochodzenia polskiego (zm. 1988)
- 1919:
  - Feliks Barabasz, polski bankowiec, polityk, poseł na Sejm PRL (zm. 1982)
  - Franz Peter Wirth, niemiecki reżyser i scenarzysta filmowy (zm. 1999)
- 1920:
  - Joachim Achtelik, polski malarz, żołnierz AK (zm. 1942)
  - Anders Lassen, duński major w służbie brytyjskiej (zm. 1945)
  - Henryk Zieliński, polski historyk, wykładowca akademicki (zm. 1981)
- 1921:
  - Harald Ericson, szwedzki biegacz narciarski (zm. 2015)
  - Hiroshi Miyazawa, japoński polityk (zm. 2012)
  - Kazimierz Ostrowicz, polski aktor (zm. 2002)
  - Ian Raby, brytyjski kierowca wyścigowy (zm. 1967)
  - Ed Souza, amerykański piłkarz pochodzenia portugalskiego (zm. 1979)
- 1923:
  - Dannie Abse, brytyjski pisarz (zm. 2014)
  - Antoni Tomiałojć, polski uczestnik podziemia antykomunistycznego (zm. 1949)
  - Seán Treacy, irlandzki polityk (zm. 2018)
- 1924:
  - Martin Barre, francuski malarz (zm. 1993)
  - Ragnar Lundberg, szwedzki lekkoatleta, tyczkarz (zm. 2011)
  - Rosamunde Pilcher, brytyjska pisarka (zm. 2019)
- 1925:
  - Edmund Baranowski, polski publicysta, działacz społeczny i kombatancki, uczestnik powstania warszawskiego (zm. 2020)
  - Jerzy Chełstowski, polski plutonowy podchorąży, żołnierz AK, uczestnik powstania warszawskiego (zm. 1944)
  - Aleś Trajanouski, białoruski pisarz (zm. 2005)
- 1926 – Jerzy Wierzchowski, polski polityk, wojewoda ciechanowski (zm. 1995)
- 1927:
  - Peter Burke, nowozelandzki rugbysta, trener i działacz sportowy (zm. 2017)
  - Tommy Lasorda, amerykański baseballista, menedżer pochodzenia włoskiego (zm. 2021)
  - Bogusław Wolniewicz, polski filozof, logik, wykładowca akademicki (zm. 2017)
- 1928:
  - Eric Broadley, brytyjski inżynier, przedsiębiorca (zm. 2017)
  - Don Cockell, brytyjski bokser (zm. 1983)
- 1929:
  - Dinu Cocea, rumuński reżyser i scenarzysta filmowy (zm. 2013)
  - Gerald Dreyer, południowoafrykański bokser (zm. 1985)
- 1930:
  - Joni James, amerykańska piosenkarka (zm. 2022)
  - Jan Mietelski, polski astronom, wykładowca akademicki
  - Aurelia Polańska, polska ekonomistka, wykładowczyni akademicka, działaczka katolicka (zm. 2020)
- 1931:
  - Ladislav Fialka, czeski mim, choreograf, reżyser (zm. 1991)
  - Zdobysław Flisowski, polski inżynier elektryk, wykładowca akademicki, polityk, minister edukacji narodowej
  - Isidore Mankofsky, amerykański operator filmowy (zm. 2021)
  - Marlena Milwiw, polska aktorka (zm. 2025)
  - Nello Santi, włoski dyrygent (zm. 2020)
  - Fay Weldon, brytyjska pisarka, feministka (zm. 2023)
- 1932:
  - Algirdas Brazauskas, litewski polityk, prezydent i premier Litwy (zm. 2010)
  - Ingemar Johansson, szwedzki bokser (zm. 2009)
- 1933:
  - Jerzy Jankowski, polski profesor nauk fizycznych (zm. 2020)
  - Eugeniusz Obuchowski, polski zootechnik, polityk, poseł na Sejm PRL
- 1934:
  - Timoci Bavadra, fidżyjski lekarz, polityk, premier Fidżi (zm. 1989)
  - Edward Czajko, polski duchowny zielonoświątkowy, teolog, publicysta, zwierzchnik Zjednoczonego Kościoła Ewangelicznego (zm. 2025)
  - Ayla Erduran, turecka skrzypaczka (zm. 2025)
  - Mart Niklus, estoński ornitolog, dysydent, polityk
  - Carmelo Simeone, argentyński piłkarz (zm. 2014)
  - Ornella Vanoni, włoska piosenkarka
- 1935:
  - Mathias Leitner, austriacki narciarz alpejski
  - Jacques Morel, francuski wioślarz
  - Virgilijus Noreika, litewski śpiewak operowy (tenor) (zm. 2018)
  - Masumi Okada, japoński aktor (zm. 2006)
  - Regina Pawłowska, polska filolog, językoznawczyni, profesor nauk humanistycznych (zm. 2021)
  - Antoni Pawłowski, polski dziennikarz i działacz sportowy (zm. 2021)
  - Juwenaliusz (Pojarkow), rosyjski biskup prawosławny
  - Paul Zipfel, amerykański duchowny katolicki, biskup Bismarck (zm. 2019)
- 1936:
  - Mario Forte, włoski prawnik, samorządowiec, polityk, burmistrz Neapolu, eurodeputowany (zm. 2025)
  - Alan Gillis, irlandzki rolnik, polityk, eurodeputowany (zm. 2022)
  - Zygmunt Piekacz, polski rzeźbiarz, pedagog (zm. 2015)
  - Owen Roizman, amerykański operator filmowy (zm. 2023)
  - Edwin Rymarz, polski kompozytor, organista, pedagog (zm. 2008)
- 1937:
  - Marian Gołębiewski, polski duchowny katolicki, biskup koszalińsko-kołobrzeski, arcybiskup metropolita wrocławski (zm. 2024)
  - Richard Marquand, walijski reżyser i producent filmowy (zm. 1987)
- 1938:
  - Augustin Buzura, rumuński pisarz (zm. 2017)
  - Aleksander Gudzowaty, polski przedsiębiorca (zm. 2013)
  - Dean Reed, amerykański piosenkarz, aktor (zm. 1986)
  - Bożena Walter, polska dziennikarka, spikerka telewizyjna
- 1939:
  - Marian Kasprzyk, polski bokser
  - Rein Saluri, estoński pisarz, tłumacz, scenarzysta filmowy (zm. 2023)
  - Junko Tabei, japońska alpinistka, podróżniczka (zm. 2016)
- 1940:
  - Edward Bogusławski, polski kompozytor, pedagog (zm. 2003)
  - Thomas Harris, amerykański dziennikarz, pisarz
  - Anna Karina, duńska aktorka (zm. 2019)
  - Stanisław Piotrowicz, polski samorządowiec, prezydent Poznania (zm. 2020)
  - Mike Schuler, amerykański trener koszykówki (zm. 2022)
  - Andrzej Wilk, polski inżynier mechanik, profesor nauk technicznych, wykładowca akademicki (zm. 2025)
- 1941:
  - José Carlos, portugalski piłkarz, trener (zm. 2025)
  - José Luis García Sánchez, hiszpański reżyser, scenarzysta i producent filmowy
  - José Giles Vázquez, meksykański duchowny katolicki, biskup Ciudad Altamirano (zm. 2005)
  - Cesare Salvadori, włoski szablista (zm. 2021)
  - Anna Tomowa-Sintow, bułgarska śpiewaczka operowa (sopran)
- 1942:
  - Larry Jones, amerykański koszykarz, trener (zm. 2025)
  - Giuseppe Ros, włoski bokser (zm. 2022)
  - Rubén Salazar Gómez, kolumbijski duchowny katolicki, arcybiskup Bogoty, kardynał
  - David Stern, amerykański prawnik, komisarz NBA (zm. 2020)
- 1943:
  - Toni Basil, amerykańska piosenkarka, aktorka, choreografka, tancerka i filmowiec
  - Jaak Gabriëls, belgijski nauczyciel, samorządowiec, polityk, burmistrz Bree, minister rolnictwa i klasy średniej (zm. 2024)
  - Zbigniew Pawłowicz, polski chirurg, polityk, poseł na Sejm i senator RP (zm. 2023)
- 1944:
  - Maurice Arbez, francuski skoczek narciarski (zm. 2020)
  - Brian Gibson, brytyjski reżyser filmowy (zm. 2004)
  - Ana Pascu, rumuńska florecistka (zm. 2022)
  - Urszula Popiel, polska aktorka
  - Agustín Radrizzani, argentyński duchowny katolicki, arcybiskup Mercedes-Luján (zm. 2020)
- 1945:
  - Wojciech Hornowicz, polski konstruktor i producent aparatury nagłaśniającej, reżyser dźwięku (zm. 1982)
  - Bashir Khanbhai, brytyjski przedsiębiorca, polityk, eurodeputowany pochodzenia tanzańskiego (zm. 2020)
  - Annette Koewius, niemiecka ekonomistka, polityk, eurodeputowana
  - Ilija Petković, serbski piłkarz, trener (zm. 2020)
  - Ursula Stenzel, austriacka dziennikarka, polityk, eurodeputowana
- 1946:
  - Michał Bukojemski, polski operator filmowy
  - Józef Buszman, polski informatyk, samorządowiec, wiceprezydent Katowic, prezes Związku Górnośląskiego (zm. 2024)
  - Andrzej Kostarczyk, polski prawnik, polityk, poseł na Sejm RP
  - Dan Lungren, amerykański polityk
  - Izabella Sierakowska, polska filolog, nauczycielka, polityk, poseł na Sejm RP (zm. 2021)
- 1947:
  - Paweł Brodowski, polski muzyk, dziennikarz muzyczny
  - Rupert Hine, brytyjski muzyk, autor tekstów, producent muzyczny (zm. 2020)
  - Tommy Hutchison, szkocki piłkarz, trener
  - Norma McCorvey, amerykańska działaczka pro-choice, a następnie pro-life (zm. 2017)
- 1948:
  - Bob Beauprez, amerykański polityk
  - Mark Phillips, brytyjski kapitan, jeździec sportowy
  - Stanisław Puchała, polski prezbiter rzymskokatolicki
  - Tomasz Tybinkowski, polski koszykarz
  - Jan Walc, polski dziennikarz, publicysta, krytyk i historyk literatury (zm. 1993)
- 1949:
  - Ludwig Schick, niemiecki duchowny katolicki, arcybiskup Bambergu
  - Tadeusz Siejak, polski pisarz (zm. 1994)
  - Jerzy Słonka, polski aktor
- 1950:
  - Kirill Babitzin, fiński piosenkarz (zm. 2007)
  - Lino Červar, chorwacki trener piłki ręcznej, polityk
  - Jan Czekaj, polski ekonomista, nauczyciel akademicki, polityk, wiceminister przekształceń własnościowych, wiceminister finansów (zm. 2025)
  - Benny Dollo, indonezyjski trener piłkarski (zm. 2023)
  - Andrzej Drozdowski, polski piłkarz
  - Andrzej Lipski, polski aktor
  - Czesław Małkowski, polski samorządowiec, prezydent Olsztyna
  - Jupi Podlaszewski, polski twórca pantomimy, aktor, reżyser teatralny (zm. 2024)
- 1951:
  - David Coverdale, brytyjski wokalista, członek zespołów Deep Purple i Whitesnake
  - Tamāra Dauniene, łotewska siatkarka
  - Marek Kusiba, polski poeta, dziennikarz
  - Michael Lenihan, irlandzki duchowny katolicki, biskup La Ceiba w Hondurasie
  - Juan Tomás Oliver Climent, hiszpański duchowny katolicki, wikariusz apostolski Requena
  - Patrick Picot, francuski szpadzista
  - Czesław Rolik, polski kontradmirał
  - Lubow Sadczikowa, rosyjska łyżwiarka szybka (zm. 2012)
  - Ryszard Schnepf, polski historyk, polityk, dyplomata
- 1952:
  - Bob Goodlatte, amerykański polityk, kongresman ze stanu Wirginia
  - Oliver Mtukudzi, zimbabweński piosenkarz (zm. 2019)
  - Joaquín Pertiñez Fernández, hiszpański duchowny katolicki, biskup diecezjalny Rio Branco
  - Jill Pettis, nowozelandzka polityk, zastępczyni spikera Izby Reprezentantów
  - Santiago Santamaría, argentyński piłkarz (zm. 2013)
  - Anna Szałapak, polska etnolog, piosenkarka (zm. 2017)
- 1953:
  - Ségolène Royal, francuska polityk
  - Tomasz Szczypiński, polski matematyk, polityk, poseł na Sejm RP
  - Tomasz Wójtowicz, polski siatkarz (zm. 2022)
- 1954:
  - Shari Belafonte, amerykańska aktorka, piosenkarka, modelka, scenarzystka filmowa
  - Piotr Bernacki, polski artysta fotograf
  - Zbigniew Chmielowiec, polski inżynier ochrony środowiska, samorządowiec, polityk, poseł na Sejm RP
  - Anil Couto, indyjski duchowny katolicki, arcybiskup Delhi
  - Nikander (Kowalenko), rosyjski biskup prawosławny
  - Bram van Ojik, holenderski działacz społeczny, polityk, dyplomata
- 1955:
  - Józef Baran, polski działacz opozycji antykomunistycznej
  - Adrian Germanus, niemiecki florecista
  - Jan Kisiliczyk, polski geodeta, samorządowiec, polityk, poseł na Sejm RP
  - Joseph Kollamparambil, indyjski duchowny syromalabarski, biskup pomocniczy Shamshabadu
  - Łukasz Konarzewski, polski historyk sztuki, konserwator zabytków, urzędnik państwowy
- 1956:
  - Debby Boone, amerykańska piosenkarka, aktorka
  - Fritz Fischer, niemiecki biathlonista
  - Elie Hobeika, libański dowódca wojskowy, polityk (zm. 2002)
  - David Krakauer, amerykański klarnecista pochodzenia żydowskiego
  - Lechosław Michalak, polski kolarz szosowy i torowy
  - Doug Wimbish, amerykański basista, wokalista, kompozytor, członek zespołów: Tackhead, Living Colour i Jungle Funk
- 1957:
  - Tadeusz Bartosiewicz, polski aktor (zm. 2022)
  - Nick Cave, australijski muzyk, wokalista, członek zespołu Nick Cave and the Bad Seeds, pisarz, aktor
  - Dimityr Kostow, bułgarski ekonomista, polityk
  - Giuseppe Saronni, włoski kolarz szosowy
- 1958:
  - Zofia Bielczyk, polska lekkoatletka, płotkarka
  - Andrea Bocelli, włoski śpiewak operowy (tenor), kompozytor, autor piosenek, producent muzyczny, multiinstrumentalista
  - João Campos, portugalski lekkoatleta, średnio- i długodystansowiec
  - Amadou Dia Ba, senegalski lekkoatleta, płotkarz
  - Bogusław Dybaś, polski historyk, wykładowca akademicki
  - Joan Jett, amerykańska wokalistka, członkini zespołu The Runaways
  - René Rebolledo, chilijski duchowny katolicki, arcybiskup metropolita La Sereny
- 1959:
  - Mohamed Dionne, senegalski inżynier-informatyk, polityk, premier Senegalu (zm. 2024)
  - Witold Namyślak, polski samorządowiec, polityk, poseł na Sejm RP, burmistrz Lęborka
  - Jonas Pinskus, litewski wioślarz, przedsiębiorca, polityk
  - Andrija Popović, czarnogórski piłkarz wodny, polityk
- 1960:
  - Jicchak Herzog, izraelski prawnik, polityk
  - Davor Jozić, bośniacki piłkarz
  - Wojciech Lemański, polski duchowny katolicki, publicysta, bloger
- 1961:
  - Virgílio Antunes, portugalski duchowny katolicki, biskup Coimbry
  - Scott Baio, amerykański aktor
  - Marek Cichucki, polski aktor
  - Liam Fox, brytyjski polityk
  - Bonnie Hunt, amerykańska aktorka
  - Catherine Oxenberg, amerykańska aktorka
- 1962:
  - Andries Jonker, holenderski trener piłkarski
  - Anna Kaźmierczak, polska aktorka
  - Bogdan Maczuga, polsko-niemiecki bokser
  - Ellen Mattson, szwedzka pisarka
  - Chantal Simonot, francuska polityk, eurodeputowana
- 1963:
  - Armando Castagna, włoski żużlowiec
  - Estrella Durá Ferrandis, hiszpańska psycholog, polityk, eurodeputowana
  - Marek Mączyński, polski prawnik, wykładowca akademicki
- 1964:
  - Chenmedechijn Amaraa, mongolski zapaśnik
  - Tibor Gécsek, węgierski lekkoatleta, młociarz
  - Remigijus Lupeikis, łotewski kolarz szosowy i torowy
  - Arif Məmmədov, azerski dyplomata
  - Małgorzata Manowska, polska prawnik, sędzia, wykładowczyni akademicka
  - Benoît Poelvoorde, belgijski aktor, reżyser, scenarzysta, komik
  - Nobuyuki Tawara, japoński kolarz torowy
  - Franc Weerwind, holenderski samorządowiec, polityk
  - Vladimír Weiss, słowacki piłkarz, trener
- 1965:
  - Dan Bucatinsky, amerykański aktor, scenarzysta i producent filmowy i telewizyjny
  - Tony Drago, maltański snookerzysta
  - Robert Satcher, amerykański astronauta
  - Małgorzata Szegda, polska siatkarka
- 1966:
  - Erdoğan Atalay, niemiecki aktor pochodzenia tureckiego
  - Gianpiero D’Alia, włoski prawnik, polityk
  - Owejs Mallahi, irański zapaśnik
  - Stefan Rehn, szwedzki piłkarz, trener
  - Mike Richter, amerykański hokeista
  - Nelson Tapia, chilijski piłkarz, bramkarz
- 1967:
  - Hannes Arch, austriacki pilot akrobacyjny (zm. 2016)
  - Petras Čimbaras, litewski przedsiębiorca, polityk
  - Rickard Rydell, szwedzki kierowca wyścigowy
  - Félix Savón, kubański bokser
- 1968:
  - David Bisconti, argentyński piłkarz
  - Ronen Lew, izraelski szachista
  - Milan Mazáč, słowacki zapaśnik
  - Inga Schneider, niemiecka biathlonistka
  - Mihai Răzvan Ungureanu, rumuński historyk, polityk, dyplomata
  - Rafał Wieczyński, polski aktor, reżyser, scenarzysta i producent filmowy
- 1969:
  - Nicole Bradtke, australijska tenisistka
  - Christos Karkamanis, grecki piłkarz, bramkarz
  - Mariusz Kata, polski filmowiec niezależny, pisarz
  - Pawieł Kołobkow, rosyjski szablista
- 1970:
  - Krzysztof Bukalski, polski piłkarz, trener
  - Abraham Olano, hiszpański kolarz szosowy
  - Ołeksandr Omelczuk, ukraiński piłkarz, trener
  - Emmanuel Petit, francuski piłkarz
- 1971:
  - Chesney Hawkes, brytyjski piosenkarz, aktor
  - Marta Ludwika, księżniczka Norwegii
  - Roy Präger, niemiecki piłkarz
- 1972:
  - Manuel Cardoni, luksemburski piłkarz, trener
  - Adam Łabędzki, polski żużlowiec, motorowodniak
  - Kim Rasmussen, duński trener piłki ręcznej
- 1973:
  - Annett Davis, amerykańska siatkarka plażowa
  - Michał Deskur, polski przedsiębiorca, urzędnik państwowy
  - Francesco Di Jorio, szwajcarski piłkarz
  - Paweł Gadziała, polski piłkarz
  - Rafał Górski, polski pisarz, publicysta, anarchista, związkowiec (zm. 2010)
  - Julia Matijass, niemiecka judoczka
  - Bob Sapp, amerykański futbolista, wrestler, kick-bokser, zawodnik MMA, aktor
  - Zhao Hongbo, chiński łyżwiarz figurowy
- 1974:
  - Benoni Ambăruș, rumuński duchowny katolicki, biskup pomocniczy Rzymu
  - Irina Drăghici, rumuńska szablistka
  - Anthony Dupray, francuski piosenkarz, aktor
  - Sergi Escobar, hiszpański kolarz szosowy i torowy
  - Ivan Grgat, chorwacki koszykarz
  - Thomas Hengen, niemiecki piłkarz
  - Mika Kottila, fiński piłkarz
  - Juan Martín Parodi, urugwajski piłkarz
  - Aliecer Urrutia, kubański lekkoatleta, trójskoczek
- 1975:
  - Hennadij Horbenko, ukraiński lekkoatleta, sprinter, płotkarz (zm. 2025)
  - Kim Dong-moon, południowokoreański badmintonista
  - Javier López Vallejo, hiszpański piłkarz, bramkarz
  - Alessandra Merlin, włoska narciarka alpejska
  - Nicole Mladenis, australijska lekkoatletka, trójskoczkini
- 1976:
  - Sala Baker, nowozelandzki aktor, kaskader
  - Bartłomiej Bocian, polski kick-boxer
  - Lorenzo Carboncini, włoski wioślarz
  - Yannick Pelletier, szwajcarski szachista
  - Samuele Romanini, włoski bobsleista
  - Ruben Sanamian, ormiański kapitan
- 1977:
  - Vedran Đipalo, chorwacki bokser
  - Kate Ellis, australijska polity
  - Sandro Grande, kanadyjski piłkarz
  - Lubow Jahodyna, ukraińska siatkarka
  - Antti-Jussi Niemi, fiński hokeista
  - Adonis Stevenson, kanadyjski bokser
- 1978:
  - Nadieżda Alochina, rosyjska lekkoatletka, trójskoczkini
  - Daniella Alonso, amerykańska aktorka
  - Rasoul Chatibi, irański piłkarz
  - Ewa Damięcka, polska piłkarka ręczna
  - Harry Kewell, australijski piłkarz
  - Mikko Leppilampi, fiński piosenkarz, aktor
- 1979:
  - Emilie Autumn, amerykańska, poetka, skrzypaczka
  - MyAnna Buring, brytyjska aktorka pochodzenia szwedzkiego
  - Swin Cash, amerykańska koszykarka
  - Chad Michael Collins, amerykański aktor
  - Carlos Fumo Gonçalves, mozambicki piłkarz
  - Michael Graziadei, amerykański aktor
  - Łukasz Lazer, polski gitarzysta
  - Roberto Saviano, włoski dziennikarz, pisarz
  - Cezary Trybański, polski koszykarz
  - Alex Valencia, norweski piłkarz pochodzenia kolumbijskiego
- 1981:
  - Serdar Berdimuhamedow, turkmeński polityk, prezydent Turkmenistanu
  - Adam Lazzara, amerykański wokalista, członek zespołu Taking Back Sunday pochodzenia włoskiego
  - Joci Pápai, węgierski piosenkarz, raper, gitarzysta, aktor głosowy
  - Linda Persson, szwedzka lekkoatletka, tyczkarka
  - Alexei Ramírez, kubański baseballista
  - Anita Schätzle, niemiecka zapaśniczka
  - Gonzalo Vargas, urugwajski piłkarz
  - Kōji Yamase, japoński piłkarz
- 1982:
  - Francis Hegerty, australijski wioślarz
  - Kōsuke Kitajima, japoński pływak
  - Maarten Stekelenburg, holenderski piłkarz, bramkarz
- 1983:
  - Ramazan Abbasov, azerski piłkarz
  - Aleksandra Łapiak, polska działaczka samorządowa, polityk, poseł na Sejm RP
  - Kamil Nożyński, polski raper, aktor
  - Şeref Tüfenk, turecki zapaśnik
- 1984:
  - Vincenzo Alberto Annese, włoski piłkarz, trener
  - Yukiya Arashiro, japoński kolarz szosowy
  - Tony Breznik, austriacki kulturysta
  - Susana Costa, portugalska lekkoatletka, trójskoczkini
  - Godfrey Gao, tajwańsko-kanadyjski aktor, model (zm. 2019)
  - Henok Goitom, erytrejski piłkarz
  - Thiago Silva, brazylijski piłkarz
  - Laura Vandervoort, kanadyjska aktorka
- 1985:
  - Vladimir Branković, serbski piłkarz
  - Olga Drobyszewska, kazachska siatkarka
  - Rima Fakih, libańska i amerykańska modelka, zwyciężczyni konkursu Miss USA
  - Faris Haroun, belgijski piłkarz podchodzenia czadyjskiego
  - Fabian Kauter, szwajcarski szpadzista
  - Piotr Liana, polski pisarz
  - Jamie Mackie, szkocki piłkarz
  - Tatiana Maslany, kanadyjska aktorka
  - Szymon Pogoda, polski ekonomista, polityk, poseł na Sejm RP
  - Sun Qiuting, chińska pływaczka synchroniczna
  - James Williams, amerykański szablista
  - Thomas Zajac, austriacki żeglarz sportowy pochodzenia polskiego
- 1986:
  - Agnieszka Buczyńska, polska aktywistka społeczna, polityk, poseł na Sejm RP, minister do spraw społeczeństwa obywatelskiego
  - Yassine Chikhaoui, tunezyjski piłkarz
  - Itte Detenamo, nauruański sztangista
  - Behar Maliqi, kosowski piłkarz,
  - Tessa Parkinson, australijska żeglarka sportowa
  - Luis Robles, meksykański piłkarz
- 1987:
  - Tom Felton, brytyjski aktor
  - Sadegh Gudarzi, irański zapaśnik
  - Han Kum-ok, północnokoreańska zapaśniczka
  - Tom Hilde, norweski skoczek narciarski
  - Julia Kuczyńska, polska blogerka modowa, aktorka
  - Zdravko Kuzmanović, serbski piłkarz
  - Tamara Rakić, serbska siatkarka
  - Bojan Šaranov, serbski piłkarz, bramkarz
  - Anna Stafiuk, ukraińska koszykarka
- 1988:
  - Sohrab Moradi, irański sztangista
  - Nadja Nadgornaja, niemiecka piłkarka ręczna pochodzenia ukraińskiego
  - Max Salminen, szwedzki żeglarz sportowy
  - Teresa Starzec, polska niepełnosprawna lekkoatletka
- 1989:
  - Felix Brodauf, niemiecki skoczek narciarski
  - Cœur de pirate, kanadyjska piosenkarka
  - Spas Delew, bułgarski piłkarz
  - Sabine Lisicki, niemiecka tenisistka pochodzenia polskiego
- 1990:
  - Peter Ankersen, duński piłkarz
  - Edgar Malakian, ormiański piłkarz
  - Miquel Nelom, holenderski piłkarz pochodzenia surinamskiego
  - Mervin Tran, kanadyjski, japoński i amerykański łyżwiarz figurowy pochodzenia kambodżańsko-wietnamskiego
  - Kanae Yamabe, japońska judoczka
- 1991:
  - Safuwan Baharudin, singapurski piłkarz
  - Janisa Johnson, amerykańska siatkarka (zm. 2024)
  - Alessandra Jovy-Heuser, niemiecka siatkarka
  - Magdalena Kowalczyk, polska judoczka
  - Pascal Martinot-Lagarde, francuski lekkoatleta, płotkarz
  - Andreea Mitu, rumuńska tenisistka
  - Jacek Ozdoba, polski prawnik, polityk, wiceminister, poseł na Sejm RP, eurodeputowany
  - Lavinia Scurtu, rumuńska lekkoatletka, tyczkarka
- 1992:
  - Philip Hindes, brytyjski kolarz torowy
  - Bob Jungels, luksemburski kolarz szosowy
  - Jeanne Van Dyk, południowoafrykańska lekkoatletka, tyczkarka
- 1993:
  - Tigran Barseghian, ormiański piłkarz
  - Edyta Faleńczyk, polska koszykarka
  - Morgan Pearson, amerykański triathlonista
  - Amiran Szawadze, gruziński zapaśnik
- 1994:
  - Robert Andrich, niemiecki piłkarz
  - Saïd Bakari, komoryjski piłkarz
  - Carlos Correa, portorykański baseballista
  - Mohamed Kanno, saudyjski piłkarz
  - Christopher Lenz, niemiecki piłkarz
  - Pyry Soiri, fiński piłkarz pochodzenia namibijskiego
  - Antonio Jesús Soto, hiszpański kolarz szosowy i torowy
  - Alexander Wennberg, szwedzki hokeista
- 1995:
  - Estrela, angolski piłkarz
  - Juliette Goglia, amerykańska aktorka pochodzenia włoskiego
  - Van-Dave Harmon, liberyjski piłkarz
  - Im Na-yeon, południowokoreańska piosenkarka
  - Dakari Johnson, amerykański koszykarz
  - Sofie Krehl, niemiecka biegaczka narciarska
  - Mohamed El Mehdi Lili, algierski judoka
  - Kamil Olearczyk, polski hokeista
  - Nkosinathi Sibisi, południowoafrykański piłkarz
  - Weronika Telenga, polska koszykarka
  - Szymon Walków, polski tenisista
  - Haleigh Washington, amerykańska siatkarka
- 1996:
  - Muhammad Umar Hayat, pakistański piłkarz
  - Anthoine Hubert, francuski kierowca wyścigowy (zm. 2019)
  - Niu Di, chińska wspinaczka sportowa
  - Dylan Windler, amerykański koszykarz
- 1997:
  - Jake Clarke-Salter, angielski piłkarz
  - Laura Juškaitė, litewska koszykarka
  - Emilia Stachurska, polska aktorka
- 1998:
  - Filippo Conca, włoski kolarz szosowy
  - Wilfried Happio, francuski lekkoatleta, płotkarz
  - Jakub Musiał, polski koszykarz
- 1999:
  - Daniel Ballard, północnoirlandzki piłkarz
  - Lea Bošković, chorwacka tenisistka
  - Charli Collier, amerykańska koszykarka
  - Davide Frattesi, włoski piłkarz
  - José Juan Macías, meksykański piłkarz
  - Alex Vinatzer, włoski narciarz alpejski pochodzenia tyrolskiego
  - Robert Woodard, amerykański koszykarz
- 2000:
  - Peter Banda, malawijski piłkarz
  - Ahmed Al Ganehi, katarski piłkarz
  - Ismet Lushaku, kosowski piłkarz
- 2001:
  - Ayumu Iwasa, japoński kierowca wyścigowy
  - Hannah Wiegele, austriacka skoczkini narciarska
- 2002:
  - Adamo Nagalo, burkiński piłkarz
  - Seri Ozaki, japońska szablistka
  - Kiriłł Szewczenko, ukraiński szachista
- 2004 – Dylan Dietrich, szwajcarski tenisista
- 2009 – Coco Yoshizawa, japońska skaterka

## Zmarli
- 530 – Feliks IV, papież, święty (ur. ?)
- 852 – Abd ar-Rahman II, emir Kordoby (ur. 792)
- 967 – Wichman Młodszy, saski graf, przywódca Wieletów (ur. ?)
- 1072 – Ouyang Xiu, chiński poeta, prozaik, historyk, polityk (ur. 1007)
- 1093 – Olaf III Pokojowy, król Norwegii (ur. ok. 1050)
- 1253:
  - Dōgen, japoński mistrz zen (ur. 1200)
  - (lub 23 września) Wacław I Przemyślida, król Czech (ur. 1205)
- 1318 – Albrecht II Tłusty, książę Brunszwiku (ur. ok. 1268)
- 1335 – Guglielmo Tocco, włoski polityk, gubernator Korfu (ur. ?)
- 1369 – Gwidon Gonzaga, książę Mantui (ur. 1290)
- 1408 – Jan VII Paleolog, cesarz bizantyński (ur. 1370)
- 1436 – Christoph von Rotenhan, niemiecki duchowny katolicki, biskup Lubusza (ur. ok. 1390)
- 1457 – Piotr II, książę Bretanii (ur. 1418)
- 1460 – Tomasz Strzępiński, polski duchowny katolicki, biskup krakowski (ur. 1398)
- 1482 – Filibert I Myśliwy, książę Sabaudii i Piemontu (ur. 1465)
- 1504 – Jan II Szalony, książę głogowski (ur. 1435)
- 1511 – Pietro Isvalies, włoski duchowny katolicki, arcybiskup Reggio di Calabria, kardynał (ur. ok. 1450)
- 1520 – Selim I Groźny, sułtan Imperium Osmańskiego (ur. 1470)
- 1531 – Ludwika Sabaudzka, księżna Angoulême, Andegawenii, Nemours i Owernii (ur. 1476)
- 1537 – Cosimo Gheri, włoski duchowny katolicki, biskup Fano (ur. 1513)
- 1539 – Nanak, guru Sikhów (ur. 1469)
- 1554 – Francisco Vásquez de Coronado, hiszpański konkwistador, odkrywca (ur. ok. 1510)
- 1566 – Johannes Agricola, niemiecki teolog protestancki, działacz reformacyjny (ur. 1494)
- 1575 – Stanisław Słomowski, polski duchowny katolicki, biskup pomocniczy krakowski i arcybiskup lwowski (ur. ?)
- 1607 – Alessandro Allori, włoski malarz (ur. 1535)
- 1611 – Pedro de Rivandeneira, hiszpański biograf, myśliciel polityczny, historyk (ur. 1527)
- 1637 – Karol I Gonzaga, książę Nevers i Rethel, książę Mantui i hrabia Montferratu (ur. 1580)
- 1656 – Chrystian II, książę Anhalt-Bernburg (ur. 1599)
- 1662:
  - John Biddle, angielski teolog, kaznodzieja (ur. 1615)
  - Aodh Mac Cathmhaoil, irlandzki duchowny katolicki, arcybiskup Armagh, prymas Irlandii (ur. 1571)
- 1703 – Vincenzo Viviani, włoski inżynier, matematyk (ur. 1622)
- 1713 – Jurij Winnickij, ukraiński duchowny greckokatolicki, biskup przemyski i metropolita kijowski (ur. 1660)
- 1737 – Francesco Mancini, włoski kompozytor, organista (ur. 1672)
- 1768 – Inocențiu Micu-Klein, rumuński duchowny greckokatolicki, biskup Făgăraș (ur. 1692)
- 1770 – Ignacy z Santhià, włoski kapucyn, święty (ur. 1686)
- 1774 – Klemens XIV, papież (ur. 1705)
- 1776 – Nathan Hale, amerykański kapitan, bohater narodowy (ur. 1755)
- 1786 – Jakub Dziewanowski, polski duchowny katolicki (ur. 1725)
- 1801 – Catharina Allegonda van Lier, holenderska misjonarka protestancka (ur. 1768)
- 1804 – Ignacy Rupert Bniński, polski szlachcic, rotmistrz, polityk, targowiczanin (ur. 1743)
- 1808 – Maria Elżbieta Habsburg, arcyksiężniczka austriacka (ur. 1743)
- 1814 – August Wilhelm Iffland, niemiecki aktor, reżyser, dramaturg (ur. 1759)
- 1816 – Robert Gunning, brytyjski dyplomata (ur. 1731)
- 1828 – Czaka, przywódca Zulusów (ur. 1787)
- 1837 – William George Horner, brytyjski matematyk (ur. 1786)
- 1839:
  - Paweł Chŏng Ha-sang, koreański męczennik i święty katolicki (ur. 1795)
  - Augustyn Yu Chin-gil, koreański męczennik i święty katolicki (ur. 1791)
- 1840 – Augusta Zofia, księżniczka hanowerska, brytyjska, irlandzka i Brunszwiku-Lüneburga (ur. 1768)
- 1848 – James Dunlop, szkocki astronom (ur. 1793)
- 1850:
  - Konstanty Leon Chwalibogowski, polski polityk (ur. 1792)
  - Franciszek Dzierożyński, polski jezuita, pedagog (ur. 1779)
- 1860 – Hermann Anton Stilke, niemiecki malarz (ur. 1803)
- 1862 – Frederick Townsend Ward, amerykański żołnierz, awanturnik (ur. 1831)
- 1864 – Piotr (Jovanović), serbski duchowny katolicki, metropolita belgradzki (ur. 1800)
- 1866 – Heinrich Philipp August Damerow, niemiecki psychiatra (ur. 1798)
- 1873 – Friedrich Frey-Herosé, szwajcarski polityk, prezydent Szwajcarii (ur. 1801)
- 1882:
  - Katarina Ivanović, serbska malarka (ur. 1811)
  - Leopold Otto, polski duchowny ewangelicki, działacz narodowy (ur. 1819)
- 1883 – Jan Tadeusz Rogoziński, polski prawnik (ur. 1825)
- 1897:
  - Giuseppe Guarino, włoski duchowny katolicki, arcybiskup Messyny, kardynał (ur. 1827)
  - Fryderyk Wilhelm Mecklenburg-Schwerin, niemiecki książę, oficer marynarki wojennej (ur. 1871)
- 1901:
  - Ignacy Maciejowski, polski pisarz, krytyk literacki (ur. 1835)
  - Maksymilian Sosnowski, polski nauczyciel, bibliotekarz, poeta (ur. 1822)
- 1902:
  - Salomon Cohn, niemiecki rabin (ur. 1822)
  - Walery Waygart, polski polityk, burmistrz Przemyśla, poseł na galicyjski Sejm Krajowy (ur. 1821)
- 1904 – Benjamin Matlack Everhart, amerykański kupiec, mykolog (ur. 1818)
- 1905:
  - Célestine Galli-Marié, francuska śpiewaczka operowa (mezzosopran) (ur. 1837)
  - Bonawentura Toeplitz, polski przemysłowiec pochodzenia żydowskiego (ur. 1831)
- 1906 – Julius Stockhausen, niemiecki śpiewak operowy (baryton), pedagog (ur. 1826)
- 1908 – August Zieliński, polski wykładowca korespondencji i buchalterii (ur. 1861)
- 1909:
  - Maria Jankowska-Mendelson, polska publicystka, działaczka socjalistyczna (ur. 1850)
  - Axel Jansson, szwedzki strzelec sportowy (ur. 1882)
  - William Christopher Krauss, amerykański neurolog, wykładowca akademicki (ur. 1863)
- 1910:
  - Jan Robert Gebethner, polski księgarz, wydawca (ur. 1860)
  - Feliks Kreutz, polski geolog, wykładowca akademicki (ur. 1844)
- 1911 – Victor Cadet, francuski pływak (ur. 1878)
- 1914:
  - Alain-Fournier, francuski pisarz (ur. 1886)
  - Eugen Hallervorden, niemiecki psychiatra, wykładowca akademicki (ur. 1853)
- 1915 – Mihajlo Valtrović, serbski architekt, historyk sztuki, archeolog, wykładowca akademicki (ur. 1839)
- 1920 – Marian Jaźwiecki, polski podporucznik (ur. 1895)
- 1921:
  - Auguste-René Dubourg, francuski duchowny katolicki, arcybiskup Rennes, kardynał (ur. 1842)
  - Iwan Wazow, bułgarski prozaik, poeta, dramaturg, historyk, polityk (ur. 1850)
- 1923 – Ferdinand Avenarius, niemiecki prozaik, poeta (ur. 1856)
- 1924:
  - Robert J. Gamble, amerykański prawnik, polityk (ur. 1851)
  - Solomon Kalischer, niemiecki kompozytor, pianista, filozof, fizyk pochodzenia żydowskiego (ur. 1845)
- 1925 – Izydor Gulgowski, polski etnograf, dziennikarz, pisarz (ur. 1874)
- 1926 – Edmund Statkiewicz, polski drukarz, ekspert ds. bankowości, urzędnik, polityk (ur. 1885)
- 1927:
  - George Hamilton, brytyjski arystokrata, polityk (ur. 1845)
  - Maria Theresia May, austriacka dziennikarka, pisarka (ur. 1851)
- 1928 – Antoni Troczewski, polski lekarz (ur. 1861)
- 1931 – Stanisław Nowodworski, polski prawnik, polityk, minister sprawiedliwości, prezydent Warszawy (ur. 1873)
- 1932 – Jan Hempel, polski generał brygady (ur. 1879)
- 1933 – Chen Jiongming, chiński dowódca wojskowy, polityk (ur. 1878)
- 1935:
  - Joseph Chambers, irlandzki rugbysta, sędzia (ur. 1864)
  - Elliot Lewis, australijski polityk (ur. 1858)
- 1936:
  - Germán Gozalbo Andreu, hiszpański duchowny katolicki, męczennik, błogosławiony (ur. 1913)
  - Józefina Moscardó Montalvá, hiszpańska działaczka Akcji Katolickiej, męczennica, błogosławiona (ur. 1880)
  - Wincenty Sicluna Hernández, hiszpański duchowny katolicki, męczennik, błogosławiony (ur. 1859)
- 1937:
  - Konrad Łuszczewski, polski działacz gospodarczy, polityk, poseł na Sejm RP (ur. 1876)
  - Ruth Roland, amerykańska aktorka, producentka filmowa (ur. 1892)
  - Józef Rozwadowski, polski ichtiolog, filolog klasyczny (ur. 1844)
- 1939:
  - Mikołaj Bołtuć, polski generał brygady (ur. 1893)
  - Stefan Dąbek, polski porucznik piechoty (ur. 1910)
  - Werner von Fritsch, niemiecki generał (ur. 1880)
  - Piotr Kunda, polski major piechoty (ur. 1897)
  - Leszek Lubicz-Nycz, polski major, szablista (ur. 1899)
  - Józef Olszyna-Wilczyński, polski generał brygady (ur. 1890)
- 1940 – Michał Kajka, polski poeta, działacz społeczny na Mazurach (ur. 1858)
- 1941 – Stanisław Wajda, polski podporucznik rezerwy, inżynier, polityk, burmistrz Sambora (ur. 1898)
- 1942:
  - Leo Nachtlicht, niemiecki architekt pochodzenia żydowskiego (ur. 1872)
  - Louis Schneider, amerykański kierowca wyścigowy (ur. 1901)
- 1943 – Wilhelm Kube, niemiecki polityk nazistowski (ur. 1887)
- 1944 – Polegli w powstaniu warszawskim:
  - Julian Laskowski, polski podporucznik, żołnierz AK (ur. 1922)
  - Tadeusz Molenda, polski plutonowy, żołnierz AK (ur. 1921)
  - Cezary Nowodworski, polski kapitan, cichociemny (ur. 1916)
  - Sołtan Safijew, rosyjski lekarz (ur. ?)
  - Jerzy Weil, polski podharcmistrz, porucznik, żołnierz AK (ur. 1923)
- 1944:
  - Jan Rostworowski, polski podporucznik, żołnierz AK, cichociemny, dziennikarz (ur. 1915)
  - Hugh Seagrim, brytyjski major (ur. 1909)
- 1948:
  - Adalbert Hohenzollern, książę pruski (ur. 1884)
  - Felicjan Szczęsny Kowarski, polski malarz, rzeźbiarz, pedagog (ur. 1890)
- 1949:
  - Kim Dzong Suk, północnokoreańska pierwsza dama (ur. 1917)
  - Sam Wood, amerykański reżyser i producent filmowy (ur. 1883)
- 1951 – Stanisław Świerz, polski historyk sztuki, wykładowca akademicki, taternik (ur. 1886)
- 1952:
  - George Passmore, amerykański zawodnik lacrosse (ur. 1889)
  - Kaarlo Juho Ståhlberg, fiński prawnik, polityk, prezydent Finlandii (ur. 1865)
- 1953 – Kazimierz Parzonko, polski sierżant, żołnierz AK i WiN (ur. ?)
- 1956 – Frederick Soddy, brytyjski chemik, laureat Nagrody Nobla (ur. 1877)
- 1957:
  - William Purington Cole Jr., amerykański polityk (ur. 1889)
  - Stefan Mossor, polski generał dywizji (ur. 1896)
  - Soemu Toyoda, japoński admirał (ur. 1885)
- 1958:
  - Wasilij Diesnicki, rosyjski rewolucjonista (ur. 1878)
  - Mary Rinehart, amerykańska pisarka (ur. 1876)
- 1959:
  - Josef Matthias Hauer, austriacki kompozytor i teoretyk muzyki (ur. 1883)
  - Edmund Ironside, brytyjski marszałek polny (ur. 1880)
  - Karl Rixecker, niemiecki oficer Kriegsmarine (ur. 1906)
  - Jane Winton, amerykańska aktorka, tancerka, śpiewaczka operowa (ur. 1905)
- 1960:
  - Melanie Klein, brytyjska psycholog, psychoanalityk pochodzenia austriackiego (ur. 1882)
  - Aleksiej Łarionow, radziecki polityk (ur. 1907)
- 1961:
  - Marion Davies, amerykańska aktorka, producentka filmowa (ur. 1897)
  - Stanisław Kwaśnik, polski kompozytor, dyrygent, pedagog (ur. 1886)
- 1962 – Emmanuił Kazakiewicz, rosyjski prozaik, poeta pochodzenia żydowskiego (ur. 1913)
- 1963 – Jan Dembowski, polski biolog, prezes PAN, polityk, marszałek Sejmu PRL, wiceprzewodniczący Rady Państwa (ur. 1889)
- 1964 – Sigvart Johansen, norweski strzelec sportowy (ur. 1881)
- 1966:
  - Jules Furthman, amerykański scenarzysta filmowy (ur. 1888)
  - Frank Lentini, amerykański artysta cyrkowy pochodzenia włoskiego (ur. ok. 1885)
  - Stefan Orliński, polski generał brygady (ur. 1907)
- 1967 – Harald Quandt, niemiecki przemysłowiec (ur. 1921)
- 1969:
  - Adolfo López Mateos, meksykański polityk, prezydent Meksyku (ur. 1910)
  - Aleksandras Stulginskis, litewski polityk, premier i prezydent Litwy (ur. 1885)
- 1970:
  - Paul Fritsch, niemiecki bokser (ur. 1901)
  - Tadeusz Manteuffel, polski historyk, mediewista, żołnierz AK (ur. 1902)
- 1971 – Edgar Whitehead, rodezyjski polityk, premier Rodezji Południowej (ur. 1905)
- 1972 – Benedicto Kiwanuka, ugandyjski wojskowy, sędzia, polityk, premier Ugandy (ur. 1922)
- 1973:
  - Józef Lustgarten, polski piłkarz, sędzia, trener, działacz sportowy pochodzenia żydowskiego (ur. 1889)
  - Paul van Zeeland, belgijski ekonomista, polityk, premier Belgii (ur. 1893)
- 1974:
  - Tadeusz Jan Dehnel, polski tłumacz (ur. 1906)
  - Kuźma Griebiennik, radziecki generał porucznik (ur. 1900)
- 1975 – Aleksandr Gołowanow, radziecki pilot wojskowy i cywilny, główny marszałek lotnictwa (ur. 1904)
- 1976 – Joanna Niećko, polska działaczka ruchu ludowego (ur. 1893)
- 1979 – Otto Frisch, brytyjski fizyk pochodzenia austriackiego (ur. 1904)
- 1981:
  - Néstor Carballo, urugwajski piłkarz (ur. 1929)
  - Harry Warren, amerykański kompozytor pochodzenia włoskiego (ur. 1893)
- 1982:
  - Zbigniew Ciekliński, polski historyk sztuki (ur. 1905)
  - Shin Saburi, japoński aktor, reżyser filmowy (ur. 1909)
- 1983:
  - Qiao Guanhua, chiński dyplomata, polityk (ur. 1913)
  - Gunnar Skoglund, szwedzki aktor, reżyser, montażysta i scenarzysta (ur. 1899)
  - Sławomir Worotyński, polski poeta (ur. 1942)
- 1984 – Harold Wethey, amerykański historyk sztuki (ur. 1902)
- 1985:
  - Ernest Nagel, amerykański filozof nauki pochodzenia żydowskiego (ur. 1901)
  - Endre Nemes, szwedzki artysta wizualny (ur. 1909)
  - Philippe Pottier, szwajcarski piłkarz (ur. 1938)
  - Axel Springer, niemiecki dziennikarz, wydawca prasowy (ur. 1912)
- 1986:
  - József Asbóth, węgierski tenisista (ur. 1917)
  - Jusuf Chamis, izraelski polityk pochodzenia arabskiego (ur. 1921)
  - Eric Svensson, szwedzki lekkoatleta, skoczek i trójskoczek (ur. 1903)
- 1987:
  - Hákun Djurhuus, farerski polityk, premier Wysp Owczych (ur. 1908)
  - Norman Luboff, amerykański kompozytor, aranżer, dyrektor chóru, wydawca muzyczny (ur. 1917)
  - Dan Rowan, amerykański aktor, komik (ur. 1922)
- 1988:
  - Maximilien de Fürstenberg, belgijski kadynał (ur. 1904)
  - Roman Wielgosz, polski żużlowiec (ur. 1920)
- 1989:
  - Irving Berlin, amerykański kompozytor pochodzenia żydowskiego (ur. 1888)
  - Wojciech Maciuszonek, polski aktor (ur. 1955)
- 1990 – Mieczysław Szymański, polski malarz, rysownik (ur. 1903)
- 1991 – Anita Lutowiecka-Wranicz, polska dermatolog, profesor nauk medycznych (ur. 1932)
- 1992 – Ryszard Majchrzak, polski dyplomata (ur. 1926)
- 1993:
  - Maurice Abravanel, amerykański dyrygent pochodzenia greckiego (ur. 1903)
  - Dymitr Aleksandrow, polski generał brygady, internista, kardiolog, wykładowca akademicki (ur. 1909)
  - Marcello Modiano, włoski przedsiębiorca, polityk, eurodeputowany (ur. 1914)
  - Mihai Tänzer, rumuński i węgierski piłkarz, trener pochodzenia niemieckiego (ur. 1905)
- 1994:
  - Igor Czislenko, rosyjski piłkarz (ur. 1939)
  - Albert Hassler, francuski hokeista, łyżwiarz szybki (ur. 1903)
  - Edward Shackleton, brytyjski geograf, polityk (ur. 1911)
- 1995:
  - Bruno Junk, estoński lekkoatleta, chodziarz (ur. 1929)
  - Nasiha Kapidžić-Hadžić, bośniacka autorka literatury dziecięcej i młodzieżowej (ur. 1932)
- 1996:
  - Agata Budzyńska, polska poetka, kompozytorka, piosenkarka (ur. 1964)
  - Dorothy Lamour, amerykańska aktorka (ur. 1914)
  - Aleksandr Mosołow, radziecki pułkownik lotnictwa (ur. 1911)
  - József Sír, węgierski lekkoatleta, sprinter (ur. 1912)
- 1997:
  - Karolina Salanga, polska aktorka (ur. 1916)
  - George Thomas, brytyjski arystokrata, polityk (ur. 1909)
- 1998:
  - Ymer Dishnica, albański lekarz, polityk komunistyczny (ur. 1912)
  - Vitalis Djebarus, indonezyjski duchowny katolicki, biskup Ruteng i Denpasar (ur. 1929)
  - Lazër Radi, kosowski i albański prawnik, tłumacz, pisarz (ur. 1916)
- 1999:
  - Noriko Awaya, japońska piosenkarka (ur. 1907)
  - George C. Scott, amerykański aktor (ur. 1927)
  - Wasilij Trofimow, rosyjski piłkarz, hokeista, trener (ur. 1919)
- 2000:
  - Jehuda Amichaj, izraelski poeta (ur. 1924)
  - Vincenzo Fagiolo, włoski kardynał (ur. 1918)
  - Saburō Sakai, japoński pilot wojskowy, as myśliwski (ur. 1916)
- 2001:
  - František Mrázik, słowacki taternik, przewodnik tatrzański, narciarz, ratownik górski (ur. 1914)
  - Isaac Stern, amerykański skrzypek pochodzenia żydowskiego (ur. 1920)
- 2002:
  - Dariusz Bogucki, polski żeglarz, polarnik, pisarz (ur. 1927)
  - Zdzisław Leśniak, polski aktor, reżyser (ur. 1930)
  - Julio Pérez, urugwajski piłkarz (ur. 1926)
  - Marga Petersen, niemiecka lekkoatletka, sprinterka (ur. 1919)
  - Aniel Sudakiewicz, rosyjska aktorka (ur. 1906)
- 2003:
  - Richard Lankford, amerykański polityk (ur. 1914)
  - Wolfgang Peters, niemiecki piłkarz (ur. 1929)
- 2004 – Pete Schoening, amerykański himalaista (ur. 1927)
- 2005 – Janusz Bukowski, polski aktor, reżyser teatralny (ur. 1941)
- 2006:
  - Edward Albert, amerykański aktor, producent filmowy (ur. 1951)
  - Enrique Gorriarán Merlo, argentyński rewolucjonista, terrorysta (ur. 1941)
- 2007:
  - Jerzy Korzonek, polski ekonomista, polityk, poseł na Sejm PRL (ur. 1928)
  - Marcel Marceau, francuski aktor, mim (ur. 1923)
  - Paweł Szcześniak, polski rzeźbiarz (ur. 1952)
  - Muhammad Warka, irański działacz religijny, przywódca bahaitów (ur. 1912)
- 2008 – Milan Adam, czeski reumatolog, polityk (ur. 1928)
- 2010 – Eddie Fisher, amerykański aktor, komik, piosenkarz (ur. 1928)
- 2011:
  - Eugene Patrick Kennedy, amerykański biochemik (ur. 1919)
  - Margaret Ogola, kenijska lekarka, pisarka (ur. 1958)
  - Aristides Pereira, kabowerdyjski polityk, prezydent Republiki Zielonego Przylądka (ur. 1924)
  - Vesta Williams, amerykańska piosenkarka (ur. 1957)
- 2012:
  - Irving Adler, amerykański matematyk, pisarz (ur. 1913)
  - Roman Śliwonik, polski poeta, prozaik, dramaturg (ur. 1930)
- 2013:
  - Jane Connell, amerykańska aktorka (ur. 1925)
  - David Hubel, kanadyjski neurofizjolog, laureat Nagrody Nobla (ur. 1926)
  - Álvaro Mutis, kolumbijski prozaik, poeta, eseista (ur. 1923)
  - Luciano Vincenzoni, włoski scenarzysta filmowy (ur. 1926)
- 2014:
  - Fernando Cabrita, portugalski piłkarz, trener (ur. 1923)
  - Ailo Gaup, norweski pisarz, szaman pochodzenia lapońskiego (ur. 1944)
  - Sahana Pradhan, nepalska polityk (ur. 1927)
- 2015:
  - Yogi Berra, amerykański baseballista (ur. 1925)
  - Gerard Mach, polski lekkoatleta, sprinter, trener (ur. 1926)
  - Mirosław Niziurski, polski kompozytor, krytyk muzyczny (ur. 1932)
  - Richard G. Scott, amerykański duchowny Kościoła Jezusa Chrystusa Świętych w Dniach Ostatnich, inżynier nuklearny (ur. 1928)
- 2016 – Hans von Keler, niemiecki duchowny luterański, teolog, biskup krajowy Wirtembergii (ur. 1925)
- 2017:
  - Eric Eycke, amerykański wokalista, członek zespołu Corrosion of Conformity (ur. 1962)
  - Brunero Gherardini, włoski duchowny katolicki, prezbiter, teolog (ur. 1925)
  - Tomasz Jaroszewski, polski psychiatra (ur. 1943)
  - Paavo Lonkila, fiński biegacz narciarski (ur. 1923)
  - Stanisław Mika, polski psycholog (ur. 1931)
- 2018:
  - Awraham Du’an, izraelski polityk (ur. 1955)
  - Johannes Kapp, niemiecki duchowny katolicki, biskup pomocniczy Fuldy (ur. 1929)
- 2019:
  - Andrzej Chmielewski, polski samorządowiec, polityk (ur. 1960)
  - Harry Flynn, amerykański duchowny katolicki, arcybiskup Saint Paul i Minneapolis (ur. 1933)
  - Iwan Kizimow, rosyjski jeździec sportowy (ur. 1928)
  - Miguel Patiño Velázquez, meksykański duchowny katolicki, biskup Apatzingán (ur. 1938)
  - Sándor Sára, węgierski reżyser i operator filmowy (ur. 1933)
- 2020:
  - Siergiej Chorużyj, rosyjski filozof, fizyk, teolog, tłumacz (ur. 1941)
  - Michael Gwisdek, niemiecki aktor (ur. 1942)
  - Dan Olweus, szwedzki psycholog, pedagog (ur. 1931)
  - Agne Simonsson, szwedzki piłkarz, trener (ur. 1935)
- 2021:
  - Abd al-Kadir Bensalah, algierski polityk, przewodniczący Rady Narodu, p.o. prezydenta Algierii (ur. 1941)
  - Lech Gwit, polski aktor (ur. 1937)
  - Orlando Martínez, kubański bokser (ur. 1944)
  - Roger Michell, południowoafrykański reżyser i scenarzysta filmowy (ur. 1956)
  - Ulf Nilsson, szwedzki pisarz, autor książek dla dzieci i młodzieży (ur. 1948)
  - Józef Zbigniew Polak, polski żołnierz AK, uczestnik powstania warszawskiego, architekt, malarz (ur. 1923)
  - Bernard Sesboüé, francuski duchowny katolicki, jezuita, teolog, działacz ekumeniczny (ur. 1929)
  - Jan Stanienda, polski skrzypek, kameralista (ur. 1953)
  - Jüri Tamm, estoński lekkoatleta, młociarz, polityk (ur. 1957)
- 2022:
  - Janis Dimopulos, grecki ekonomista, polityk (ur. 1932)
  - Jorge Fons, meksykański reżyser i scenarzysta filmowy (ur. 1939)
  - Hilary Mantel, brytyjska pisarka (ur. 1952)
  - Juliusz Szaflik, polski działacz sportowy (ur. 1922)
- 2023:
  - Giovanni Lodetti, włoski piłkarz (ur. 1942)
  - Américo Lopes, portugalski piłkarz (ur. 1933)
  - Stefan Mroczkowski, polski reżyser telewizyjny (ur. 1930)
  - Giorgio Napolitano, włoski prawnik, polityk, minister spraw wewnętrznych, prezydent Włoch (ur. 1925)
  - Tadeusz Olszański, polski dziennikarz sportowy, publicysta, tłumacz (ur. 1929)
- 2024:
  - Peter Andruška, słowacki prozaik, poeta, krytyk literacki (ur. 1943)
  - Fania Brancowska, litewska nauczycielka, bibliotekarka, statystyk, uczestniczka ruchu oporu, partyzantka radziecka (ur. 1922)
  - Zbigniew Czarnuch, polski historyk, działacz społeczny (ur. 1930)
  - Fredric Jameson, amerykański krytyk literacki, socjolog i teoretyk literatury (ur. 1934)
  - Tomasz Tarasin, polski operator filmowy i telewizyjny (ur. 1940)